# Loughgall Football Club
Maillots
Actualités
Dernière mise à jour : 27 avril 2025.
Le Loughgall Football Club est un club nord-irlandais de football basé à Loughgall.

## Historique
- 1967 : fondation du club
- 2023 : accession en championnat d'Irlande du Nord de football. Le village de Loughgall, avec ses 282 habitants, devient ainsi la plus petite ville d'Europe à disposer d’une équipe en première division[1].